# 諸葛信澄
諸葛 信澄（もろくず のぶずみ、1849年10月21日（嘉永2年9月6日） - 1880年（明治13年）12月21日）は、明治時代の日本の教育者。通称・一郎、字は子常、号は秋芳。
官立東京師範学校（筑波大学の前身の一つ）および官立大阪師範学校の校長を務めた。

## 来歴
嘉永2年9月6日（1849年10月21日）、長府藩に仕える絵師・諸葛力斎の子として長門国長府に生まれる。同藩の福田扇馬が文久2年（1862年）に開いた私塾・桜柳亭で乃木無人（希典）、桂弥一らとともに学び、桜柳亭が母体となって元治元年（1864年）3月に藩学・集童場が設立されるとこれに転じた。慶応元年（1865年）11月、同年2月に結成された長府藩報国隊の総督・泉十郎の処刑事件が起こり、報国隊幹部で集童場の指導者でもあった福原和勝、熊野直介が事件に抗して長州藩領厚狭郡吉田村の奇兵隊陣屋に脱走した際には、同じ集童場生の乃木、桂らとともに福原と熊野を追って脱走し、藩主の特使として派遣された乃木の父・十郎の説得により福原らとともに帰藩している。慶応4年（1868年）4月、報国隊は北越戦争に出兵し、長岡城陥落後は会津戦争に参戦。会津城陥落後の11月、京都に凱旋したのち長府に戻った。諸葛は報国隊器械方として従軍し、論功行賞で金25両の25年分与を受けた。
戦後は明治2年（1869年）に東京の開成学校（同年12月に大学南校と改称）に入って英書を学び、翌年11月頃には大学少舎長に就任。次いで中得業生を兼任し、明治4年（1871年）の文部省新設により文部少助教に更任されたのち文部省九等出仕となった。以後、翌年4月に文部省八等出仕、明治6年（1873年）11月に文部省七等出仕に進み、明治8年（1875年）10月に免出仕となるまで同省に在職。この間、明治5年（1872年）に中小学掛となり、同年5月に官立師範学校（翌年8月に東京師範学校と改称）が新設されると8月に師範学校掛に異動。さらに翌年6月、学長（11月に校長と改称）に就任した。同校では御雇教師マリオン・スコットの指導のもと米国式の一斉教授法を実施し、その内容をまとめた『小学教師必携』を刊行している。また明治6年8月の官立大阪師範学校設立にあたり設立御用掛を命じられ、明治8年4月には同校の校長に転じた。
退官後は西ヶ原に茶園を購入し移住。明治9年（1876年）6月、学習院開校に先立ち華族会館より華族学校学監心得を命じられ、11月には学監に進んだが、開校前の翌年5月に解任となった。その後、明治13年（1880年）9月に東京株式取引所肝煎に選出されるも、病のため同年12月21日に死去した。享年32。墓所は東京都文京区の大林寺にあり、境内には顕彰碑も建設されている。

## 親族
- 父：力斎（1818 - 1863） - 諱は信軌、通称・力二郎、一郎、別号・秋錦。長府藩御用絵師・諸葛函渓の養嗣子であり、実父は赤間関の文人広江殿峰の第四子・秋水。母・震子は秋水の亡兄・九隣夫人で、異父兄姉に漢学者西島秋航、女流文人佐久間立枝子（広江松琴）がいる[15]。
- 母（- 1873） - 長府藩士梶山小十郎（以泰）の娘[16]。
  - 弟：小弥太（1862 - 1918） - 別名・信輪。森村銀行支配人、同頭取[17]。
  - 妹：寿賀子 - 内務官僚鳥山重信夫人[18][19]。
- 妻 - 上田氏[19]。
  - 子：政太（- 1903）[19][20]。

## 著作
- 『小学教師必携』 煙雨楼、1873年12月、NCID BN02279378
  - 『補正 小学教師必携』 煙雨楼、1875年4月
  - 井上敏夫ほか編 『近代国語教育論大系 1 明治期1』 光村図書出版、1975年3月
  - 梅根悟ほか編著 『資料日本教育実践史 1』 三省堂、1979年12月
  - 『小学教師必携』 雄松堂書店〈明治初期教育稀覯書集成〉、1981年6月
  - 仲新ほか編 『近代日本教科書教授法資料集成 第1巻 教授法書1』 東京書籍、1982年9月
  - 上沼八郎監修 『明治・大正教師論文献集成 1』 ゆまに書房、1990年7月、ISBN 489668284X
  - 稲垣忠彦、吉村敏之編 『日本の教師 5 授業をつくるI 戦前』 ぎょうせい、1993年6月、ISBN 4324035466
  - 木村元編・解説 『人間形成と社会 : 学校・地域・職業 第I期第2巻 学校による人間形成 : 制度の導入と展開』 クレス出版、2012年5月、ISBN 9784877336547

## 関連文献
- 中村敬宇 「諸葛君碑」（『同人社文学雑誌』第89号、1883年2月）
  - 『敬宇文集 巻四』 吉川弘文館、1903年4月
  - 磯ヶ谷紫江著 『墓碑史蹟研究 第九巻』 後苑荘、1932年7月
  - 前掲 『官立師範学校初代校長 諸葛信澄』 9-11頁

| 公職          | 公職                                         | 公職          |
| ------------- | -------------------------------------------- | ------------- |
| 先代 奥山政敬 | 大阪師範学校長 1875年                        | 次代 岡本則録 |
| その他の役職  |                                              |               |
| 先代 （新設） | 華族学校学監 1876年 - 1877年 学監心得 1876年 | 次代 岡本則録 |